# زردپره گوش‌بلوطی
زردپره گوش‌بلوطی (نام علمی: Emberiza fucata) نام یک گونه از سرده زردپره‌های معمولی است.